# Palm Deira
Palm Deira est un archipel artificiel en construction des Émirats arabes unis. Il fait partie du programme de Palm Islands et se trouve au large du quartier de Deira.

## Histoire
Le projet Palm Deira a été annoncé en octobre 2004. À l'origine, il devait être huit fois plus grand que Palm Jumeirah et cinq fois plus grand que Palm Jebel Ali. Un million d'habitants auraient alors pu vivre sur cet archipel de 14 kilomètres de largeur pour 8,5 kilomètres de longueur et comptant 41 palmes.
En mai 2007, le projet est réduit à une longueur de 12,5 kilomètres pour 7,5 kilomètres avec 18 palmes. 
En avril 2008, le constructeur Nakheel Properties annonce que le quart de la superficie est pourvu soit 300 millions de mètres cubes de sable déplacés. L'archipel est construit en plusieurs tranches de travaux. Au début 2008, 80 % de l'île de Deira est sortie de l'eau.
Le palmier sera entouré d'une digue de protection et comportera à sa base plusieurs îles artificielles, initialement non prévu dans le projet, sa construction a été décidée en octobre 2004 et a commencé le mois suivant.
Mais en raison de problèmes importants de conception le projet a été retardé, discrètement revu à la baisse et depuis la crise de 2009, il est au point mort. Les îles se dégradent lentement, la forme même de palmier n'est plus, ce qui nécessitera des travaux supplémentaires lors de la reprise.

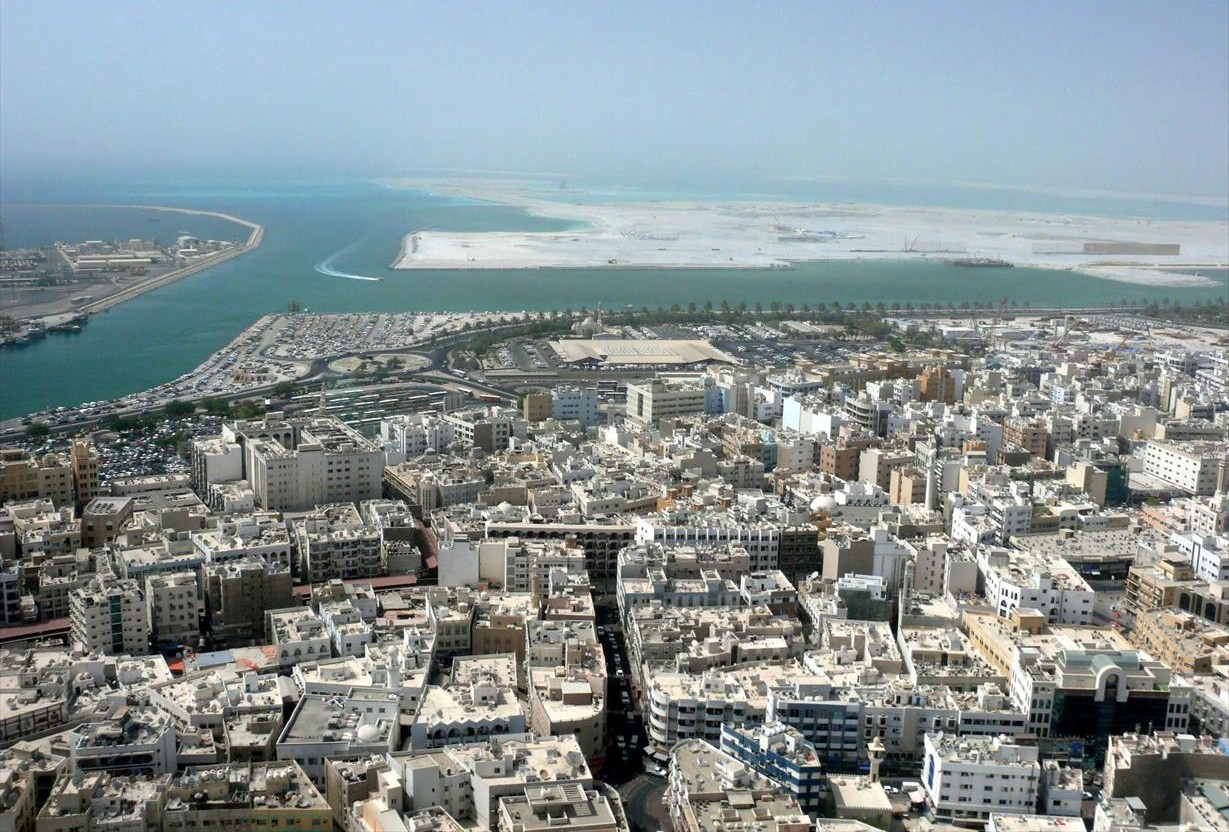
Vue aérienne de Palm Deira (au second plan) et du quartier de Deira (au premier plan) le 8 mai 2008.

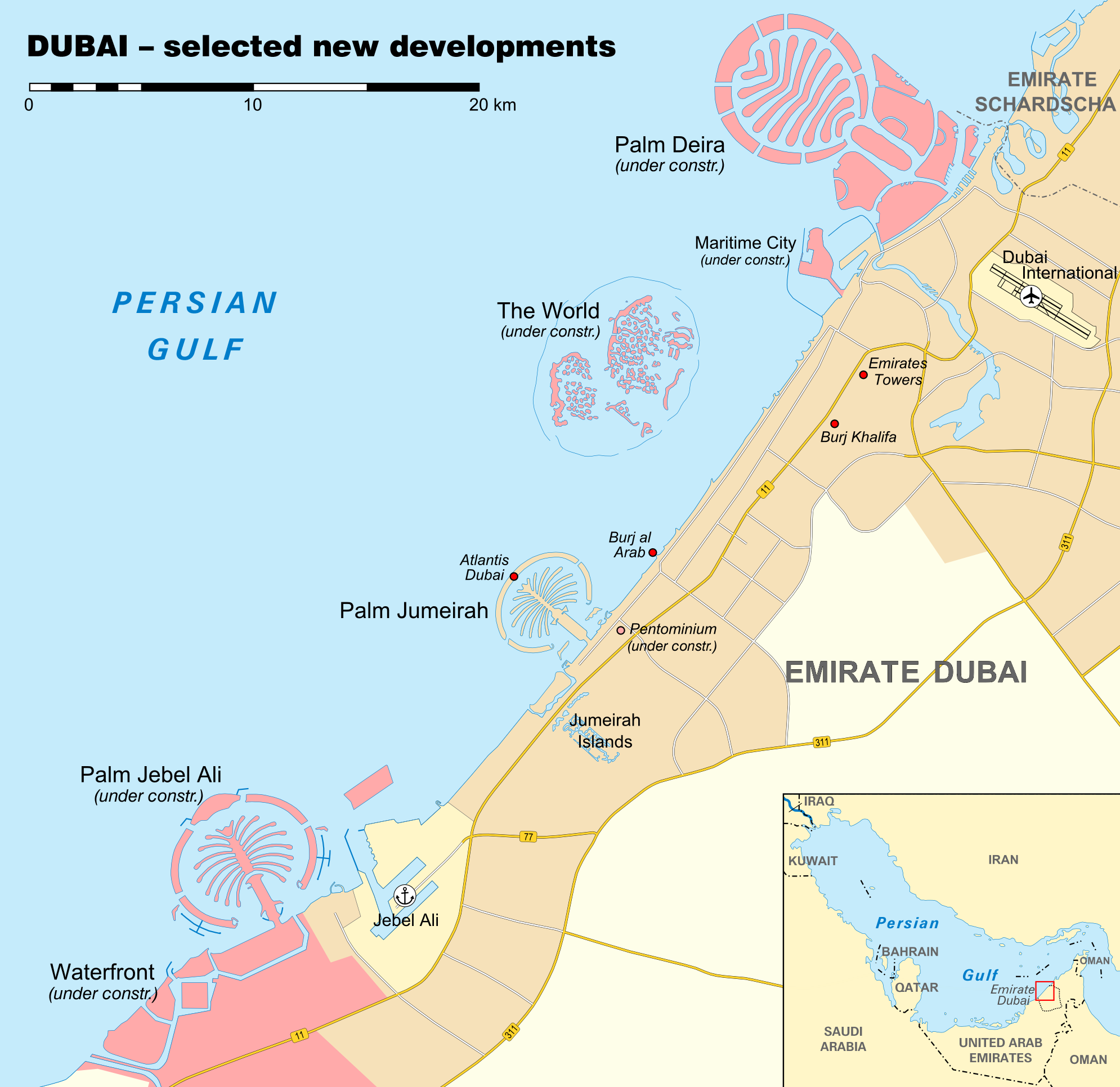
Archipels de Dubaï.